# Вива, Сапата!
«Вива Сапата!» (англ. Viva Zapata!) — кинофильм режиссёра Элиа Казана по сценарию Джона Стейнбека, вышедший на экраны в 1952 году. Фильм рассказывает о жизни и деятельности одного из лидеров Мексиканской революции Эмилиано Сапаты. Главную роль исполняет Марлон Брандо, удостоенный за своё перевоплощение приза Каннского кинофестиваля за лучшую главную мужскую роль, а также первой премии BAFTA в категории «Лучший иностранный актёр» и второй в своей карьере номинации на премию «Оскар» в категории «Лучший актёр».

## Сюжет
После безуспешного посещения вместе с группой крестьян президента Порфирио Диаса (Фэй Руп) молодой Эмилиано Сапата (Марлон Брандо) понимает, что мирным путём им не удастся возвратить себе землю, на которой они жили и работали многие десятилетия. Тогда вместе со своим братом Эуфемио (Энтони Куинн) он решает поднять восстание. Одновременно на севере Мексики начинают действовать отряды под руководством Франсиско Мадеро (Гарольд Гордон). Диас вскоре оказывается не в состоянии оказывать сопротивление и бежит из страны. Однако этот успех не приносит долгожданного мира и не удовлетворяет требований простого народа…
Параллельно развивается тема отношений Эмилиано с его возлюбленной Хосефой (Джин Питерс).

## В ролях
- Марлон Брандо — Эмилиано Сапата
- Джин Питерс — Хосефа Сапата
- Энтони Куинн — Эуфемио Сапата
- Джозеф Уайзмен — Фернандо Агирре
- Алан Рид — Панчо Вилья
- Гарольд Гордон — Франсиско Мадеро
- Генри Сильва — крестьянин
- Лу Гилберт — Пабло
- Арнольд Мосс — дон Насио

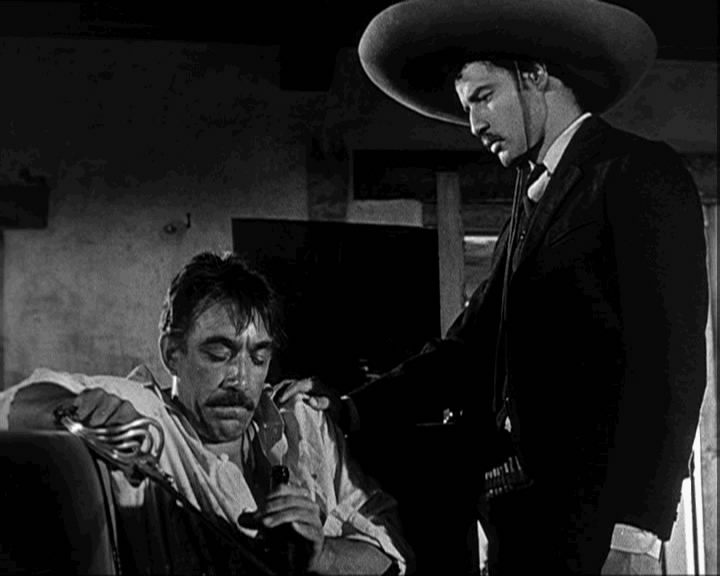
Энтони Куинн и Марлон Брандо в роли братьев Сапата. Кадр из фильма

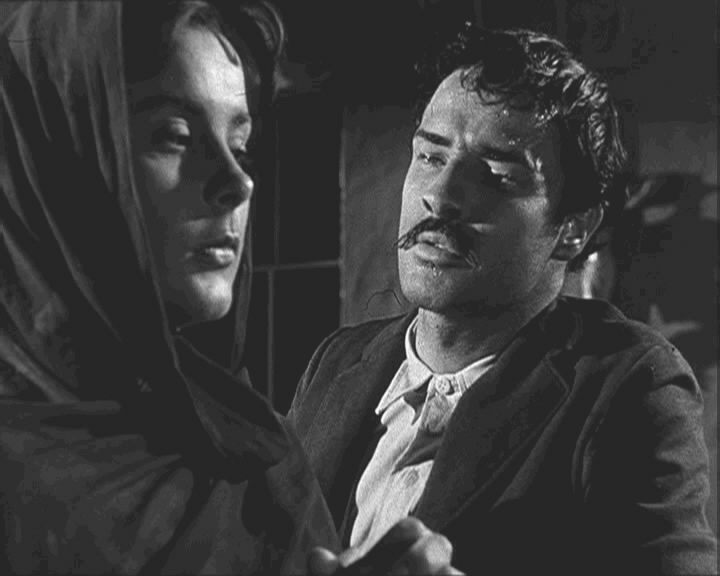
Джин Питерс и Марлон Брандо. Кадр из фильма

- Фрэнк Сильвера — генерал Викториано Уэрта
- Фэй Руп — президент Порфирио Диас
- Флоренс Эймс — сеньор Эспехо
- Милдред Даннок — сеньора Эспехо
- Марго — Сольдадера

## Награды и номинации
- 1952 — приз лучшему актёру Каннского кинофестиваля (Марлон Брандо)
- 1953 — премия «Оскар» за лучшую мужскую роль второго плана (Энтони Куинн), а также 4 номинации: лучший актёр (Марлон Брандо), лучший сценарий (Джон Стейнбек), лучшая музыка (Алекс Норт), лучшая работа художников и декораторов (Лайл Уилер, Лиланд Фуллер, Томас Литтл, Клод Карпентер)
- 1953 — премия BAFTA лучшему зарубежному актёру (Марлон Брандо), а также номинация на премию за лучший фильм
- 1953 — номинация на премию «Золотой глобус» лучшей актрисе второго плана (Милдред Даннок)
- 1953 — номинация на премию Гильдии режиссёров США за лучшую режиссуру — Художественный фильм (Элиа Казан)